# D1/2次列车
D1/2次动车组列车，前身为Z1/2次“雷锋号”列车，是中国铁路运行于首都北京至湖南省会长沙的一趟动车组列车，自1975年9月29日起开行，现由广州局集团长沙客运段长京车队负责客运任务。列车使用復興號CR200J型動車組，运行纵贯大半条京广铁路，途经北京、河北、河南、湖北、湖南四省一市，全程1587公里。其中北京西站至长沙站运行14小时17分，使用车次为D1次，长沙站至北京西站运行14小时26分，使用车次为D2次。作为长沙的首班始发进京列车，D1/2次列车以“开好主席家乡车，无愧雷锋故乡人”作为服务宗旨，秉承传统，争先创优，已连续23年被铁道部评为“红旗列车”，并先后获得“全国卫生列车”、“全国百家用户满意单位”、“全国青年文明号”、“全国精神文明创建先进单位”、“全国职业道德建设十佳单位”等150多项国家级、省部级荣誉称号。2001年7月1日，车队党总支被中组部授予“全国先进基层党组织”，2002年5月车队又被铁道部授予最高奖“火车头”奖杯，受到社会各界的关注与好评。

## 历史
Z1/2这个车次自2004年4月18日直达特快列车这一等级出现以来已使用过三次。

### 北京-上海Z1/2次列车

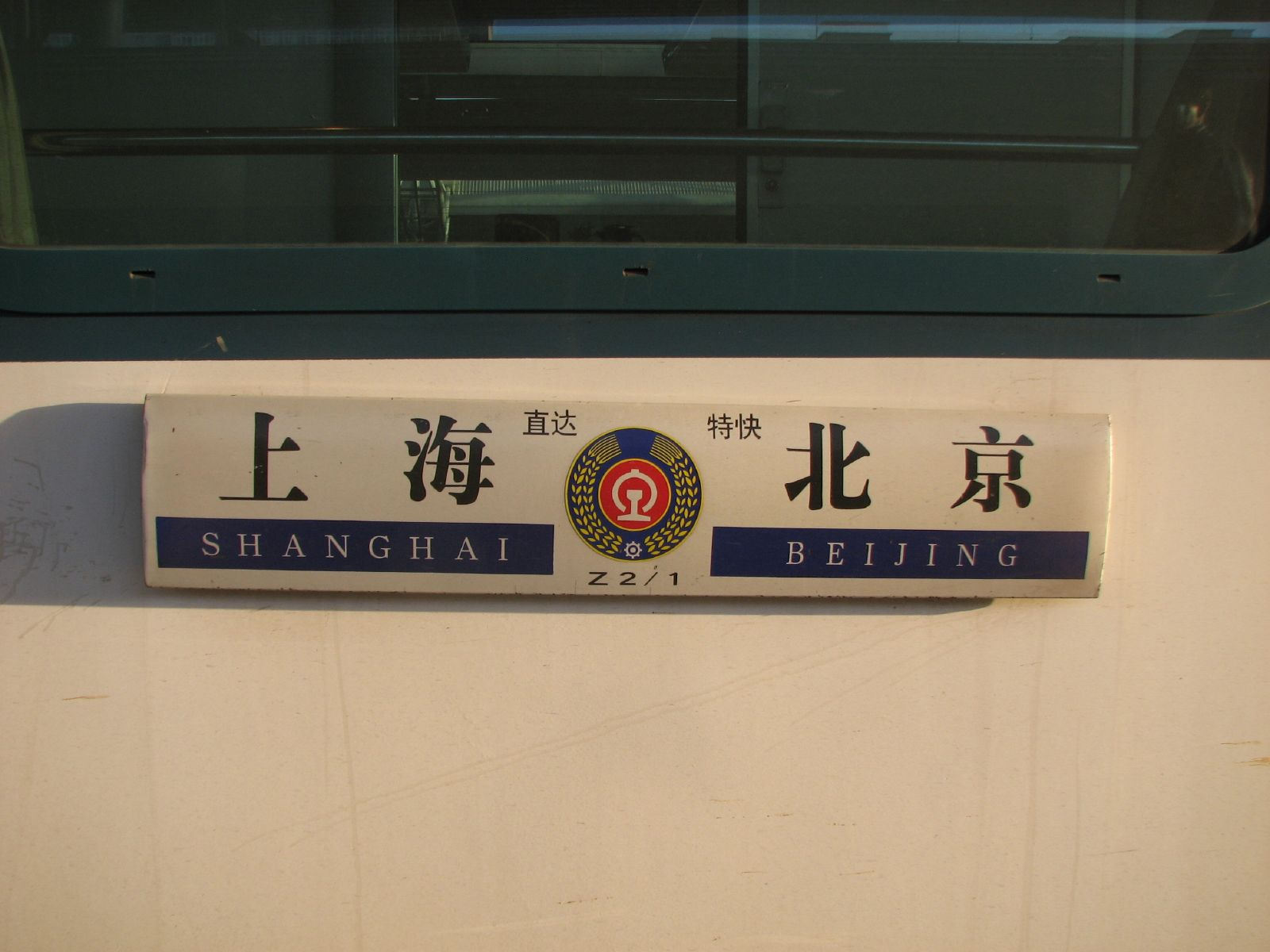
原北京至上海Z1/2次水牌

2004年，中国铁路实施第五次大面积提速，使得列车运行速度普遍提升，具备了开行夕发朝至的直达特快列车的条件。直达特快列车是中国首次实行一机牵引、单司机值乘、长途列车中途换班的运行方式，全程点对点直达。同年4月18日，铁道部正式开行首批19对直达特快列车，主要范围是京沪、京哈等铁路干线，其中，Z1/2次列车的车次最先被应用于北京至上海间的直达特快列车，乘务由北京铁路局北京客运段担当。该列车将两地运行时间由过去的14小时缩短为11小时58分钟，成为当时京沪铁路速度最快的旅客列车之一。当时京沪之间共开行5对直达特快列车，其中Z1、Z21次由北京局担当，Z5、Z7、Z13次由上海局担当，这些列车全部使用青岛四方-庞巴迪-鲍尔铁路运输设备有限公司制造的25T型车底。
Z1/2次开通初期中途不停站，2005年7月1日增加无锡停站。2006年2月10日起，Z2次列车分配给无锡站的票额增加至632张，意味着该车已基本为无锡进京旅客服务。
2008年12月21日，全国铁路实行调整列车运行图，京沪间首次开行卧铺动车组列车。Z1/2次改为D301/302次卧铺动车组，使用CRH2E型电力动车组担当，中途仅停靠无锡站，运行时间进一步缩减为9小时59分，原Z1/2次停运，其车次得以留空，原车底转配西安铁路局，最初用于西安至上海的Z92/93、Z94/91次列车，2009年4月与Z19/20次列车互换车底，但不久之后Z19次又更换上海局Z7/8次列车的全软卧BSP车底，原Z1/2次的车底于2009年6月被用于开行北京西至西安的Z53/54次列车。2011年6月30日，D301/302次京沪动车组停运，车次用于北京-福州的动车组列车，但不久即发生事故，随后改为D365/366次，2013年升级为G55/56次。2021年1月20日延伸至平潭，6月25日改车次为G197/198次。

### 北京西-长沙Z1/2次列车

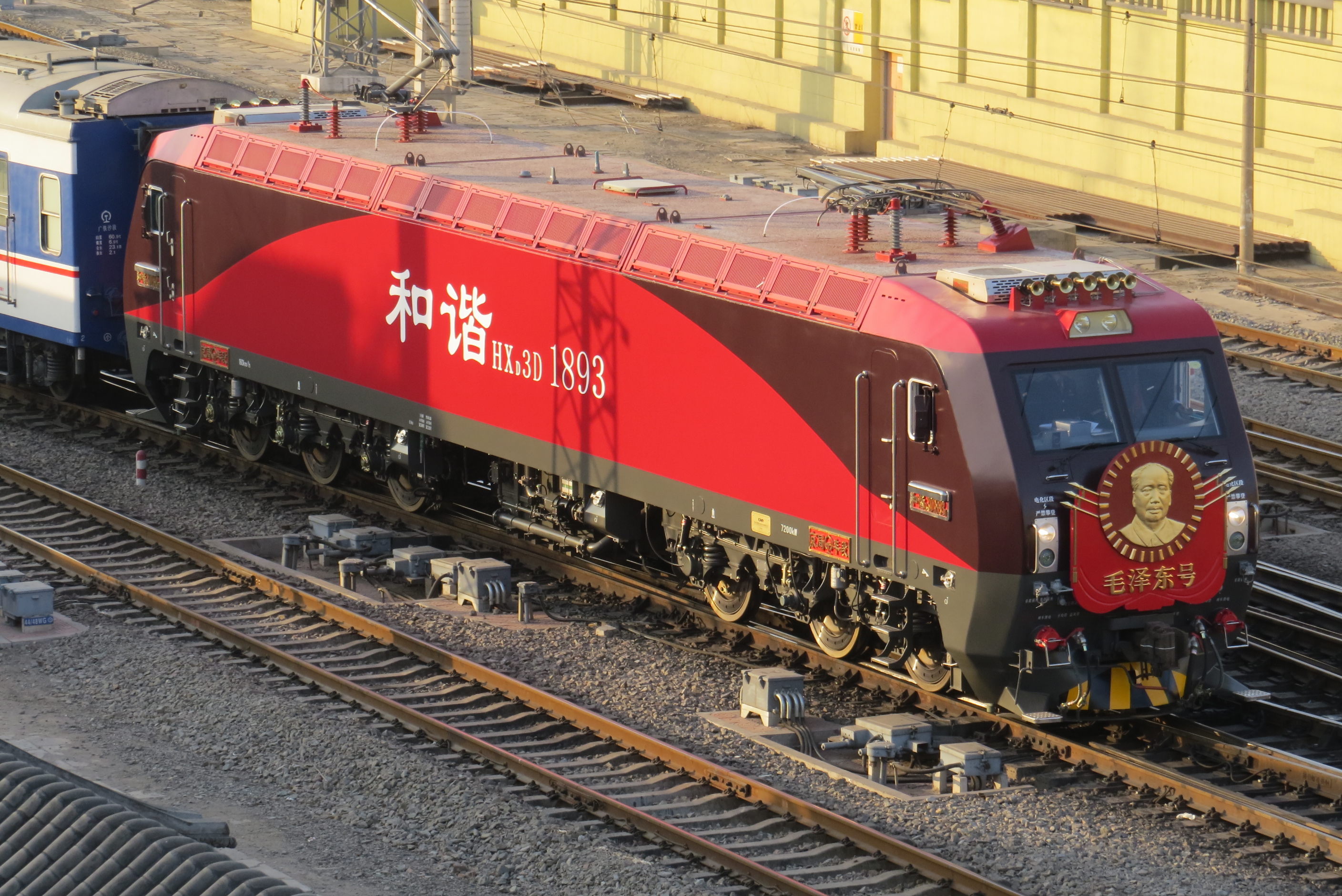
由大连机车车辆有限公司生产的第六代毛泽东号机车投入使用后第二次牵引T1次列车（2014年12月28日摄于北京城东南角楼）

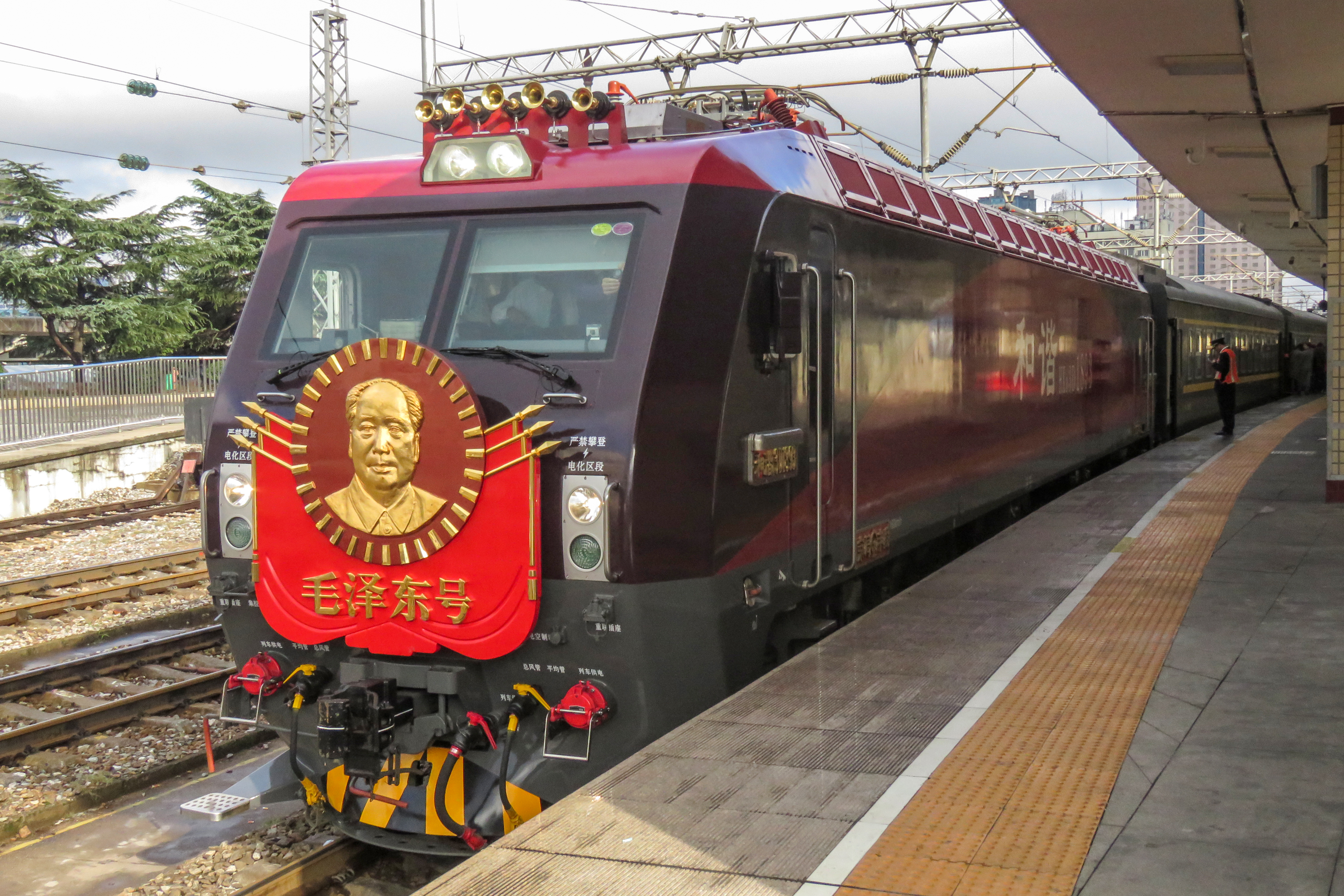
配属丰台机务段的和谐3D型电力机车-1893“毛泽东号”机车牵引Z1次列车终到长沙站

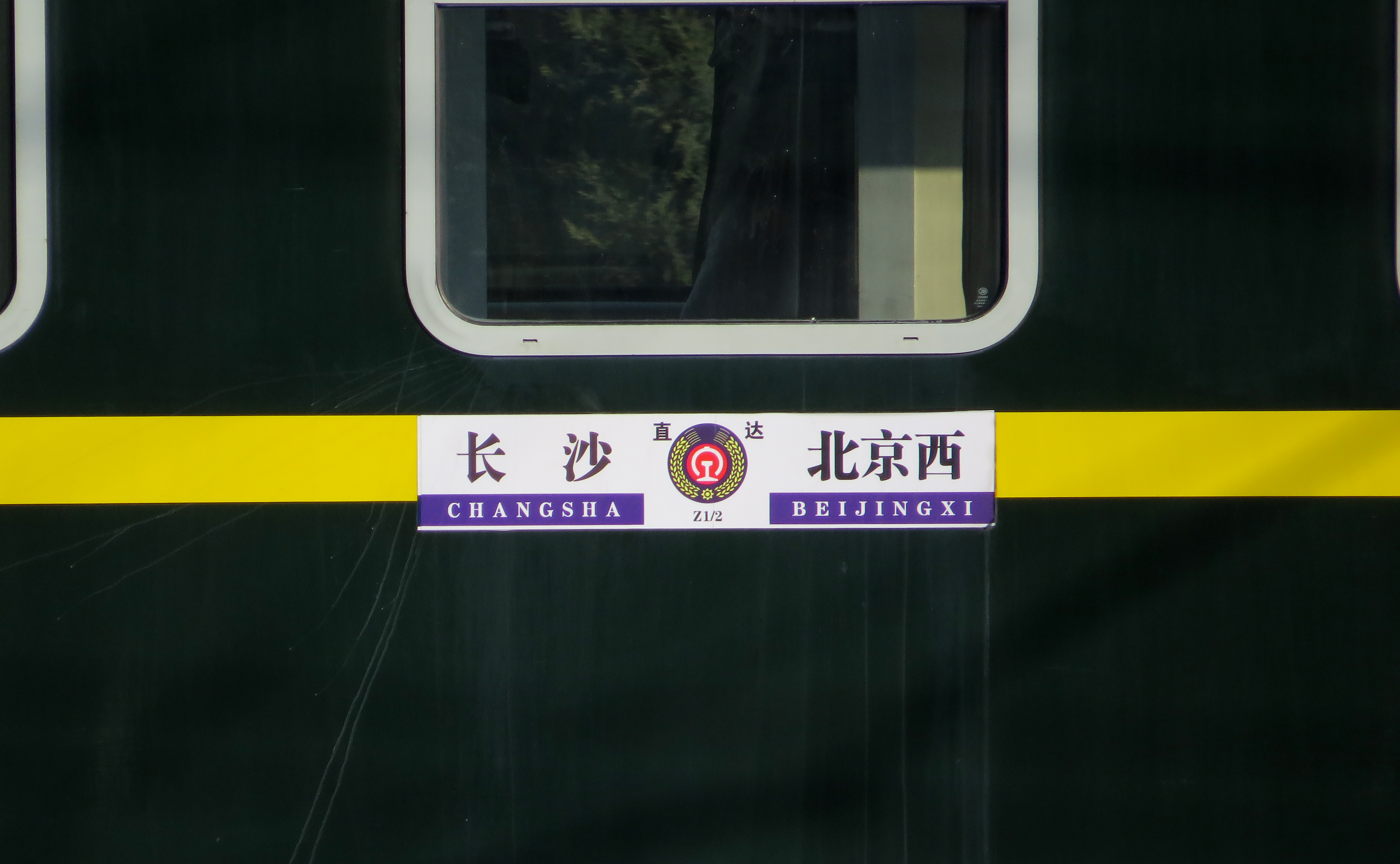
原Z1/Z2列车方向牌

现时的Z1/2次列车自开行以来一直沿用1/2这对车次。1/2这对车次曾于1949年用于北平至满洲里的列车，1954年延长至莫斯科，1969年9月1日受中苏交恶及列车运行图调整的影响，1/2次列车变更为19/20次列车，1/2这对车次自此留空六年，直至1975年9月29日实行的全国铁路运行图调整。在确定车次时，新增的北京-长沙列车因从北京发往时任中国共产党中央委员会主席毛泽东的家乡，而被编号为1/2次特快列车，全列采用22型客车车厢，为第一趟由湖南省会长沙市始发往北京的直通旅客列车，而在此前经由长沙进京的过路列车只有5/6次（凭祥、南宁—北京）和15/16次（广州—北京）与47/48次（广州—北京），以及后来的61/62次（昆明—北京）。1993年10月，列车更换为25G型空调客车。
1996年1月21日，北京西站启用，1/2次列车的始发站由北京站调整至北京西站，并成为由北京西站始发的首班列车。1998年10月中国铁路实现第二次大面积提速，列车车次变更为K1/2次快速列车，车底亦更换为时速可达160公里的25K型客车，全程运行时间16小时，实现夕发朝至，里程1587公里。2000年10月21日,中国铁路第三次大提速后，列车车次又改为T1/2次特快列车。
2012年12月21日起，广州铁路集团调整列车运行图，T1/2次列车的始发终到车站由北京西站改回北京站。2014年12月25日起，该列车每隔三日由第六代“毛泽东号”机车（和谐3D型电力机车-1893“毛泽东号”）牵引，并实现一机直达。2016年1月9日，长沙开T2次更换为浦镇车辆制造的中国铁路25T型客车，编组取消软卧车，排点不变，下行仍在新安村站待避其他列车。
2016年5月15日，全国铁路再次大规模调整运行图，T1/2次改为直达特快Z1/2次，按最高时速160km/h的标准运行，取消新安村站（下行）、保定站（上行）待避，并将始发终到站重新调整至北京西站，Z2次由长沙自5月14日起、Z1次由北京西自5月15日起按新时刻运行。新Z1/2次列车的客票已于2016年4月16日在中国铁路客户服务中心开售，首班新Z2次于同年5月14日从长沙站开出，本务机车为HXD3D-0366，次日从北京西站开出的第一班新Z1次由毛泽东号机车牵引。自开行以来，T1/2次列车经过了三次重大改型，在机车、车辆、线路等综合技术指标得到极大改善的前提下，列车单程运行时间大为缩短，从1975年的23小时23分缩短到目前的14小时以内。

### 北京西-长沙D1/2次列车

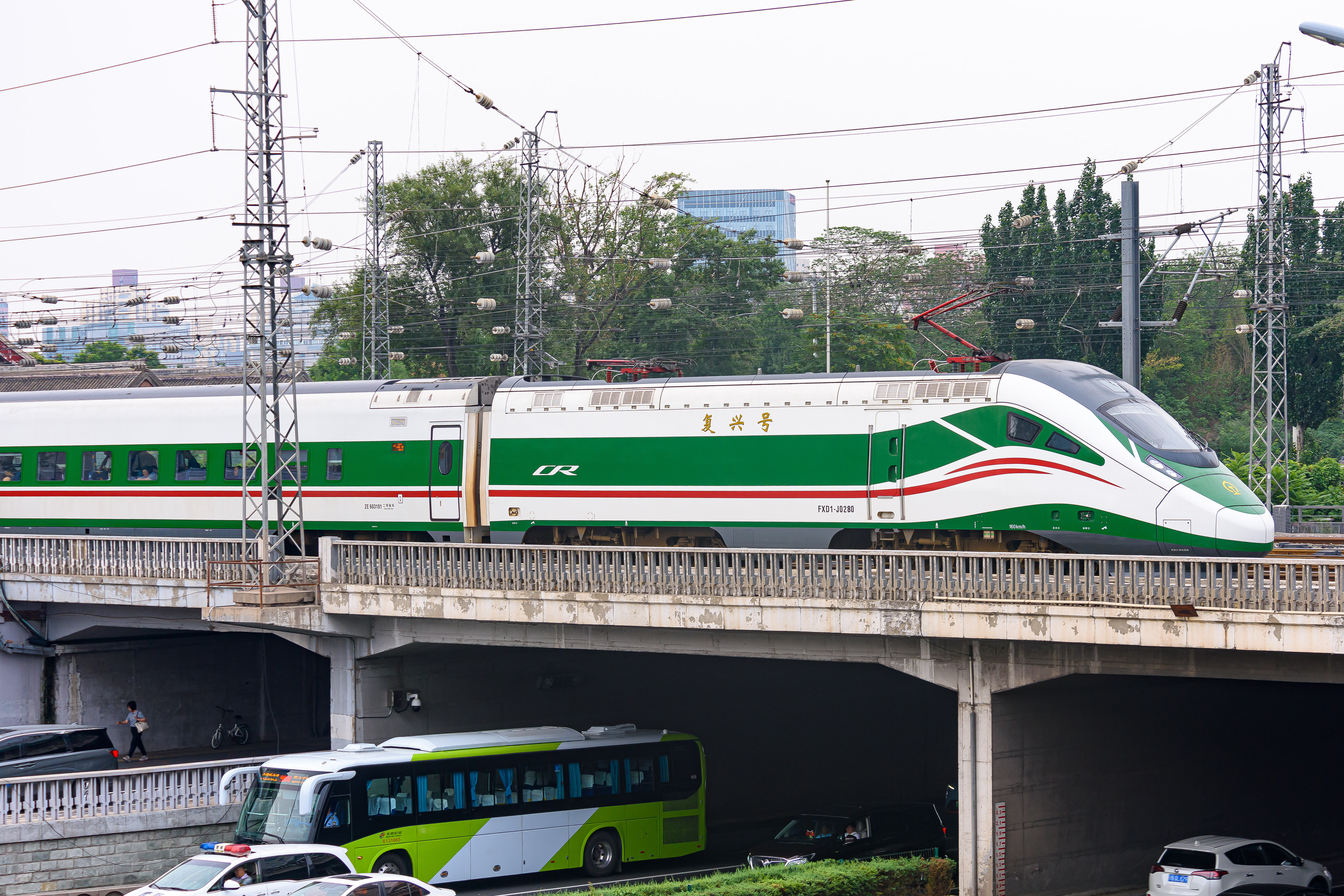
D2次列车驶入北京西站（2024年7月）

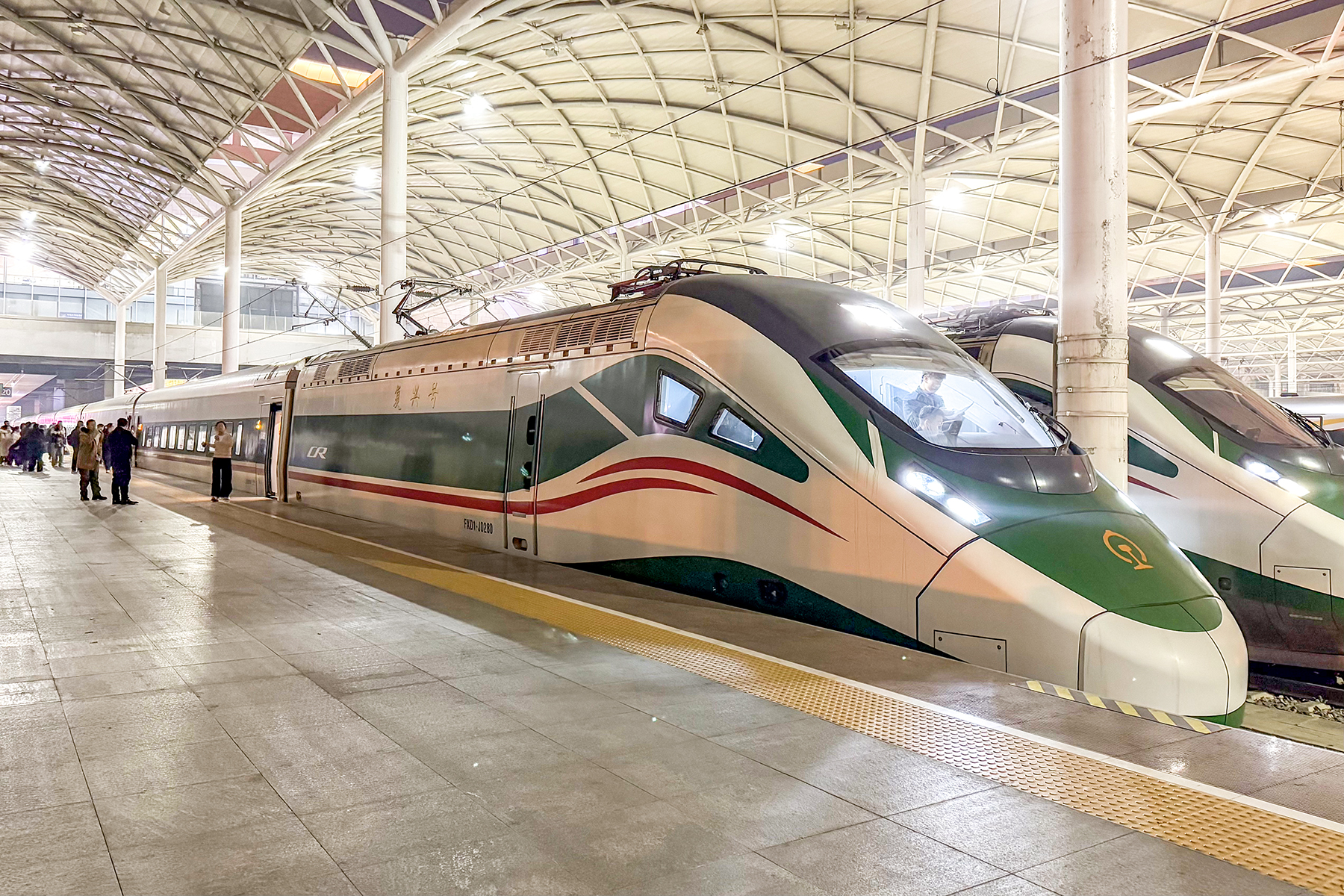
D1次列车停靠在石家庄站（2025年1月）

2024年1月10日起，中国国家铁路集团实行新运行图，Z1/2次列车采用第三代复兴号CR200J型动车组担当，車次改为D1/2次列车。

## 列车编组

### 历史编组
Z1/2次列车使用配属中国铁路广州局集团有限公司长沙车辆段的中国铁路25T型客车，采取19节车厢编组，其中硬卧车12辆、硬座车5辆，软卧车（2017年增加）及餐车各1辆。2022年12月26日起，列車車體同時與北京西至廣州的Z35/36次列车共同套用，具體執行為：長沙開Z2次至北京西→北京西開Z35次至廣州→廣州開Z36次至北京西→北京西開Z1次至長沙。
| 车厢编号 | 1-12         | 13           | 14         | 15-19        |
| 车型     | YW25T 硬卧车 | RW25T 软卧车 | CA25T 餐车 | YZ25T 硬座车 |
| 配属     | 广铁沙段     | 广铁沙段     | 广铁沙段   | 广铁沙段     |

自1998年10月1日至2016年1月9日，T1/2次列车使用中国铁路25K型客车车体，采取19辆编组，其中硬卧车10辆、硬座车4辆，软卧车、邮政车、空调发电车、餐车和行李车各1辆。
| 车厢编号 | 1                 | 2                | 3-12         | 13           | 14         | 15-18        | 19           |
| 车型     | UZ25K 邮政车 欠编 | KD25K 空调发电车 | YW25K 硬卧车 | RW25K 软卧车 | CA25K 餐车 | YZ25K 硬座车 | XL25K 行李车 |

## 历史机车交路

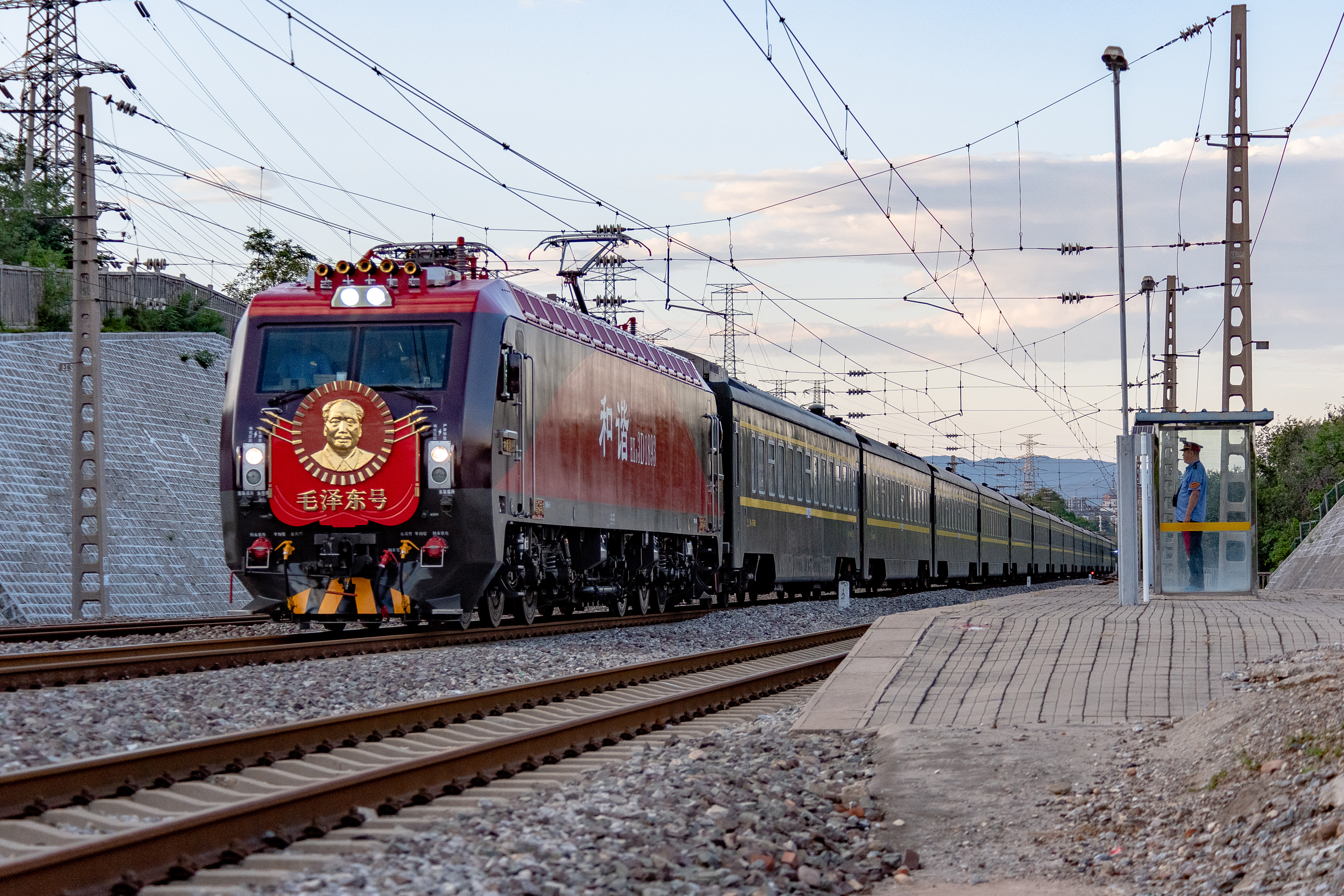
Z1次列车驶出后吕村站，本务机车为配属丰台机务段的和谐3D型电力机车第1893"毛泽东号"

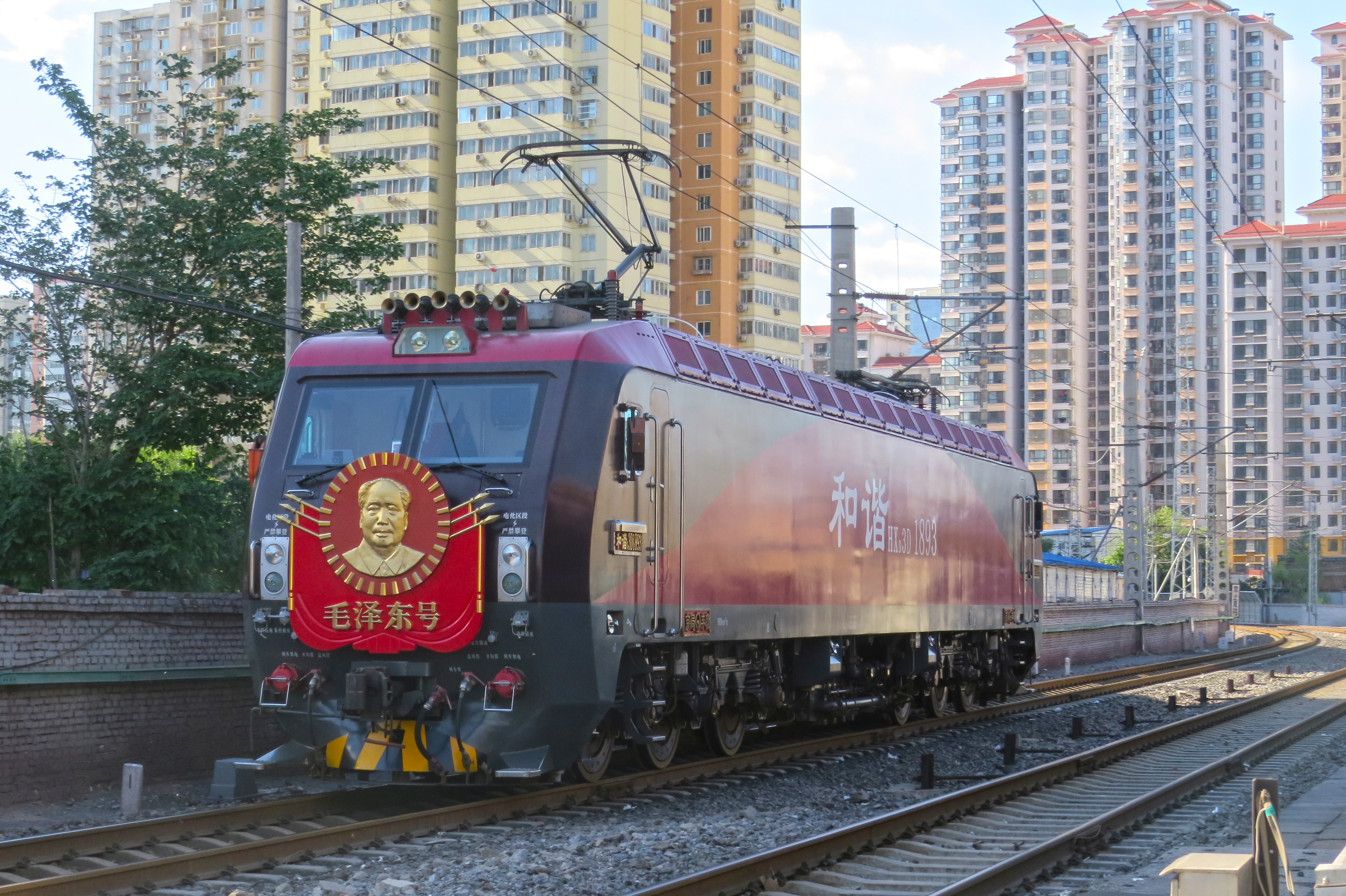
配属丰台机务段的和谐3D型电力机车第1893“毛泽东号”单机通过手帕口道口，准备担当首班Z1次的本务机

T1/2次列车自2014年12月起全程使用和谐3D型电力机车牵引，每隔三天由毛泽东号机车（HXD3D-1893）牵引，但机车检修期间除外。在2016年5月前，和谐3D型电力机车第0366至0369号（原定配属丰台机务段，但仅0367标为“京局丰段”）会担当该列车其余时间的本务机车，但列车改在北京西站到发后，北京机务段的其他和谐3D型电力机车（与毛泽东号非同批交付）也会担当该列车的本务机车。
| 车站区段               | 北京西 ↔ 长沙                                               | 北京西 ↔ 长沙“毛泽东号”机车牵引                                 |
| 本务机车 配属 司机更替 | 和谐3D型电力机车 京局京段 北京/郑州/长沙司机在鄭州/武昌轮乘 | 和谐3D-1893“毛泽东号” 京局丰段 丰台司机（“毛泽东号”机车乘务组） |

## 时刻表

### 历史时刻
| Z1次 | Z1次   | Z1次  | Z1次  | 停靠站 | Z2次  | Z2次  | Z2次   | Z2次 |
| 里程 | 天数   | 到点  | 开点  | 停靠站 | 到点  | 开点  | 天数   | 里程 |
| ---- | ------ | ----- | ----- | ------ | ----- | ----- | ------ | ---- |
| 0    | 当天   | —     | 17:59 | 北京西 | 08:16 | —     | 第二天 | 1587 |
| 281  | 当天   | 20:24 | 20:30 | 石家莊 | 05:39 | 05:45 | 第二天 | 1306 |
| 689  | 第二天 | 23:59 | 00:05 | 郑州   | 02:04 | 02:10 | 第二天 | 898  |
| 1225 | 第二天 | 04:44 | 04:50 | 武昌   | 21:17 | 21:23 | 当天   | 362  |
| 1440 | 第二天 | 06:48 | 06:51 | 岳阳   | 19:08 | 19:11 | 当天   | 147  |
| 1587 | 第二天 | 08:16 | —     | 长沙   | —     | 17:50 | 当天   | 0    |

| Z1次 | Z1次   | Z1次  | Z1次  | 停靠站 | Z2次  | Z2次  | Z2次   | Z2次 |
| 里程 | 天数   | 到点  | 开点  | 停靠站 | 到点  | 开点  | 天数   | 里程 |
| ---- | ------ | ----- | ----- | ------ | ----- | ----- | ------ | ---- |
| 0    | 当天   | —     | 18:00 | 北京西 | 08:16 | —     | 第二天 | 1587 |
| 281  | 当天   | 20:25 | 20:31 | 石家莊 | 05:37 | 05:45 | 第二天 | 1306 |
| 689  | 当天   | 23:56 | 0:02  | 郑州   | 1:52  | 1:58  | 第二天 | 898  |
| 1225 | 第二天 | 4:41  | 4:47  | 武昌   | 21:06 | 21:12 | 当天   | 362  |
| 1440 | 第二天 | 06:45 | 06:48 | 岳阳   | 18:53 | 18:58 | 当天   | 147  |
| 1587 | 第二天 | 08:10 | —     | 长沙   | —     | 17:34 | 当天   | 0    |

| T1次 | T1次   | T1次  | T1次  | 停靠站 | T2次  | T2次  | T2次   | T2次 |
| 里程 | 天数   | 到点  | 开点  | 停靠站 | 到点  | 开点  | 天数   | 里程 |
| ---- | ------ | ----- | ----- | ------ | ----- | ----- | ------ | ---- |
| 0    | 当天   | —     | 15:25 | 北京   | 14:16 | —     | 第二天 | 1593 |
| 152  | 当天   | ↓     | ↓     | 保定   | 12:05 | 12:34 | 第二天 | 1441 |
| 287  | 当天   | 18:45 | 18:53 | 石家庄 | 10:40 | 10:46 | 第二天 | 1306 |
| 695  | 当天   | 22:45 | 22:51 | 郑州   | 06:51 | 06:57 | 第二天 | 898  |
| 1231 | 第二天 | 03:46 | 03:58 | 武昌   | 01:06 | 01:21 | 第二天 | 362  |
| 1446 | 第二天 | 05:58 | 06:01 | 岳阳   | 22:47 | 22:55 | 当天   | 147  |
| 1593 | 第二天 | 07:20 | —     | 长沙   | —     | 21:30 | 当天   | 0    |

| T1次 | T1次   | T1次  | T1次  | 停靠站 | T2次  | T2次  | T2次   | T2次 |
| 里程 | 天数   | 到点  | 开点  | 停靠站 | 到点  | 开点  | 天数   | 里程 |
| ---- | ------ | ----- | ----- | ------ | ----- | ----- | ------ | ---- |
| 0    | 当天   | —     | 15:00 | 北京西 | 12:00 | —     | 第二天 | 1587 |
| 689  | 当天   | 21:16 | 21:22 | 郑州   | 05:38 | 05:44 | 第二天 | 898  |
| 1225 | 第二天 | 02:30 | 02:38 | 武昌   | 00:22 | 00:30 | 第二天 | 362  |
| 1440 | 第二天 | 04:39 | 04:46 | 岳阳   | 22:13 | 22:18 | 当天   | 147  |
| 1587 | 第二天 | 06:10 | —     | 长沙   | —     | 20:56 | 当天   | 0    |

| K1次 | K1次   | K1次  | K1次  | 停靠站 | K2次  | K2次  | K2次   | K2次 |
| 里程 | 天数   | 到点  | 开点  | 停靠站 | 到点  | 开点  | 天数   | 里程 |
| ---- | ------ | ----- | ----- | ------ | ----- | ----- | ------ | ---- |
| 0    | 当天   | —     | 17:00 | 北京西 | 08:50 | —     | 第二天 | 1587 |
| 689  | 当天   | 23:29 | 23:35 | 郑州   | 02:14 | 02:21 | 第二天 | 898  |
| 1225 | 第二天 | 05:00 | 05:08 | 武昌   | 20:41 | 20:49 | 当天   | 362  |
| 1440 | 第二天 | 07:25 | 07:29 | 岳阳   | 18:20 | 18:24 | 当天   | 147  |
| 1587 | 第二天 | 08:57 | —     | 长沙   | —     | 16:53 | 当天   | 0    |

- 1/2次 北京西——长沙 特别快车
- 编组：软、硬卧、餐、硬座
- 本时刻表自1997年4月1日第一次大提速起实行

| 1次  | 1次    | 1次   | 1次   | 停靠站 | 2次   | 2次   | 2次    | 2次  |
| 里程 | 天数   | 到点  | 开点  | 停靠站 | 到点  | 开点  | 天数   | 里程 |
| ---- | ------ | ----- | ----- | ------ | ----- | ----- | ------ | ---- |
| 0    | 当天   | —     | 16:00 | 北京西 | 13:00 | —     | 第二天 | 1583 |
| 277  | 当天   | 18:56 | 19:08 | 石家庄 | 09:49 | 09:59 | 第二天 | 1306 |
| 442  | 当天   | 20:47 | 20:53 | 邯郸   | 08:00 | 08:06 | 第二天 | 1141 |
| 502  | 当天   | 21:42 | 21:52 | 安阳   | 07:08 | 07:18 | 第二天 | 1081 |
| 609  | 当天   | 22:56 | 23:02 | 新乡   | 05:55 | 06:01 | 第二天 | 974  |
| 689  | 第二天 | 00:01 | 00:14 | 郑州   | 04:48 | 05:01 | 第二天 | 894  |
| 991  | 第二天 | 03:23 | 03:35 | 信阳   | 01:29 | 01:39 | 第二天 | 592  |
| 1205 | 第二天 | 06:12 | 06:22 | 汉口   | 22:42 | 22:52 | 当天   | 378  |
| 1225 | 第二天 | 06:42 | 06:54 | 武昌   | 22:10 | 22:22 | 当天   | 358  |
| 1349 | 第二天 | 08:19 | 08:27 | 蒲圻   | 20:37 | 20:40 | 当天   | 234  |
| 1440 | 第二天 | 09:29 | 09:35 | 岳阳   | 19:25 | 19:35 | 当天   | 143  |
| 1583 | 第二天 | 11:10 | —     | 长沙   | —     | 17:50 | 当天   | 0    |